# Paramycodrosophila parsonsi
Paramycodrosophila parsonsi är en tvåvingeart som beskrevs av Bock 1982. Paramycodrosophila parsonsi ingår i släktet Paramycodrosophila och familjen daggflugor. Inga underarter finns listade i Catalogue of Life.